# Teatro Massimo Vincenzo Bellini
Il Teatro Massimo Vincenzo Bellini è il teatro dell'opera di Catania.

## Storia
Nel 1870 fu affidato all'architetto Andrea Scala il compito di trovare un sito idoneo per costruire un nuovo Politeama, dopo aver esaminato le varie opzioni si decise per l'area di Piazza Cutelli. Nonostante le incertezze finanziarie venne approvato il progetto dello Scala che con l'assistenza dell'architetto milanese Carlo Sada portava avanti i lavori, finanziati dal gruppo di azionisti della Società Anonima del Politeama. Nel 1880 la società finì presto in liquidazione e fu sostituita dal Comune che decise di modificare la struttura a teatro Lirico imponendo variazioni al progetto, in sette anni i lavori furono terminati. Mancando i fondi per affidarlo ad un impresario si dovette aspettare il 31 maggio 1890 per l'inaugurazione con l'opera Norma del compositore catanese Vincenzo Bellini.
Lo stile del teatro catanese si ispira all'eclettismo francese del Secondo impero, imposto a Parigi da Charles Garnier con l'Opéra di Parigi. Il prospetto del Teatro Bellini è carico di ornamenti e allegorie; molto elegante il portico d'ingresso per le carrozze, chiuso da cancellate in ferro.
La sala a quattro ordini di palchi oltre il loggione, è di grande ricchezza decorativa ed è una delle più belle tra quelle costruite nell'Ottocento in Italia.
Il soffitto è affrescato dal pittore Ernesto Bellandi con l'apoteosi di Bellini con le allegorie delle sue maggiori opere: Norma, La sonnambula, I puritani e Il pirata. Il sipario storico, illustrante la Vittoria dei catanesi sui libici, è del pittore catanese Giuseppe Sciuti. Nel ridotto, molto ampio ed elegante tutto marmi e stucchi, notevole è la statua in bronzo di Vincenzo Bellini, opera di Salvo Giordano.
Degne di nota: nel 1931, la messa in scena di L'amico Fritz di Mascagni con Ines Alfani-Tellini, nel 1933, una edizione de La traviata con Mercedes Capsir e Lina Pagliughi, nel 1934 la Carmen con Gianna Pederzini e nel 1935 di Norma con Gina Cigna in occasione delle celebrazioni per il centenario dalla morte del cigno catanese, Vincenzo Bellini.
Nel 1941 Don Pasquale di Donizetti con Toti Dal Monte e la pucciniana Bohème con Mario Del Monaco. Successivamente gli eventi bellici imposero la chiusura del Teatro fino al 1944 quando avvenne la ripresa delle rappresentazioni.
Nel 1950 faceva la sua apparizione Maria Callas in Norma, opera con la quale tornerà anche nel 1951. Sempre nel 1951 la Callas fu anche applauditissima interprete di un altro dei capolavori belliniani, I puritani. Nel 1952 vi canterà il ruolo di Violetta Valery ne La traviata e nel 1953 il ruolo del titolo nella Lucia di Lammermoor di Gaetano Donizetti.
Nel 1955 il teatro ospitò, per l'inaugurazione della stagione, il neoeletto Presidente della Repubblica Giovanni Gronchi, e per l'occasione fu portato in scena I puritani con il soprano Virginia Zeani nel ruolo di Elvira. Di quel periodo si ricordano: I dialoghi delle Carmelitane (opera) nel 1959 che lo stesso autore, Francis Poulenc, definì come la migliore messa in scena della sua opera; Giovanna d'Arco al rogo di Honegger nel 1960 con Vittorio Gassman attore e regista (la rappresentazione fu ripresa dalla RAI e trasmessa in TV) ed Olga Villi; Il cavaliere della rosa di Richard Strauss nel 1960 con le scene di Nunzio Sciavarrello.
Nel 1966 la gestione del "Bellini" veniva presa dal Comune di Catania, che debuttava in questo ruolo con una stagione che vedeva la belliniana Beatrice di Tenda diretta da Vittorio Gui con Raina Kabaivanska (già protagonista l'anno precedente al suo debutto nel ruolo di Imogene ne Il pirata di Vincenzo Bellini) nel ruolo del titolo a fianco di Giuseppe Taddei nel ruolo di Filippo Maria Visconti.
Il 17 Gennaio 1970 la stagione lirica venne inaugurata dalla prima esecuzione a Catania del Mosè in Egitto di Gioachino Rossinidiretta da Gianandrea Gavazzeni con un cast che vedeva Rita Orlandi Malaspina nel ruolo di Anaide, Biancamaria Casoni in quello di Sinaide, David Ward in quello di Mosè e la regia di Enrico Frigerio.
Il 27 Gennaio 1972 lo stesso Gavazzeni diresse una storica edizione de I puritani di Vincenzo Bellini con Alfredo Kraus (Arturo), Adriana Maliponte (Elvira), Piero Cappuccilli (Riccardo) e Ruggero Raimondi (Giorgio) con la regia di Attilio Colonnello. 
Il 30 Marzo 1976 viene proposta nella prima edizione del secolo la Zaira di Vincenzo Bellini nella ricostruzione di Rubino Profeta con Renata Scotto nel ruolo del titolo, Maria Luisa Nave in quello di Nerestano, Luigi Roni nel ruolo di Orosmane e Giorgio Casellato Lamberti in quello di Corasmino. L'allestimento fu curato da Attilio Colonnello per regia, scene e costumi.
Nel 1979 si segnalano prima l'Anna Bolena di Gaetano Donizetti con Katia Ricciarelli nel ruolo del titolo al suo debutto catanese ed il Macbeth di Giuseppe Verdi con Olivia Stapp (Lady Macbeth), Kostas Paskalis (Macbeth), Carlo Cava (Banco) e Gianni Raimondi (Macduff) nell'allestimento con regia e scene di Franco Enriquez.
Il 7 Aprile 1981 si tenne la prima esecuzione assoluta di Kean di Mario Zafred con Nicola Tagger nel ruolo protagonista diretto dal M° Pierluigi Urbani nell'allestimento con la regia di Lilian Zafred.
Nel 1986 il Teatro Massimo Bellini diventa, con legge della Regione Siciliana, Ente Autonomo Regionale.
Nel 1997 si tiene la prima assoluta di Rinaldo & C. di Azio Corghi con Valentina Valente (Almirena), Carmela Remigio (Armida) e Federica Bragaglia.
Nel 2002 la Regione Siciliana dà il via alla trasformazione dell'Ente autonomo regionale Teatro Massimo Bellini in Fondazione. Nel 2007 l'Assemblea Regionale Siciliana ha riportato con apposita legge il teatro ad Ente Autonomo Regionale.
Il teatro dispone di un'orchestra di 105 elementi e di un coro di 84 elementi.
Il tenore Beniamino Gigli la proclamò la migliore sala di teatro al mondo per l'acustica.
Nel 2024, nasce l'associazione "Catania per il Bellini"

## Galleria d'immagini

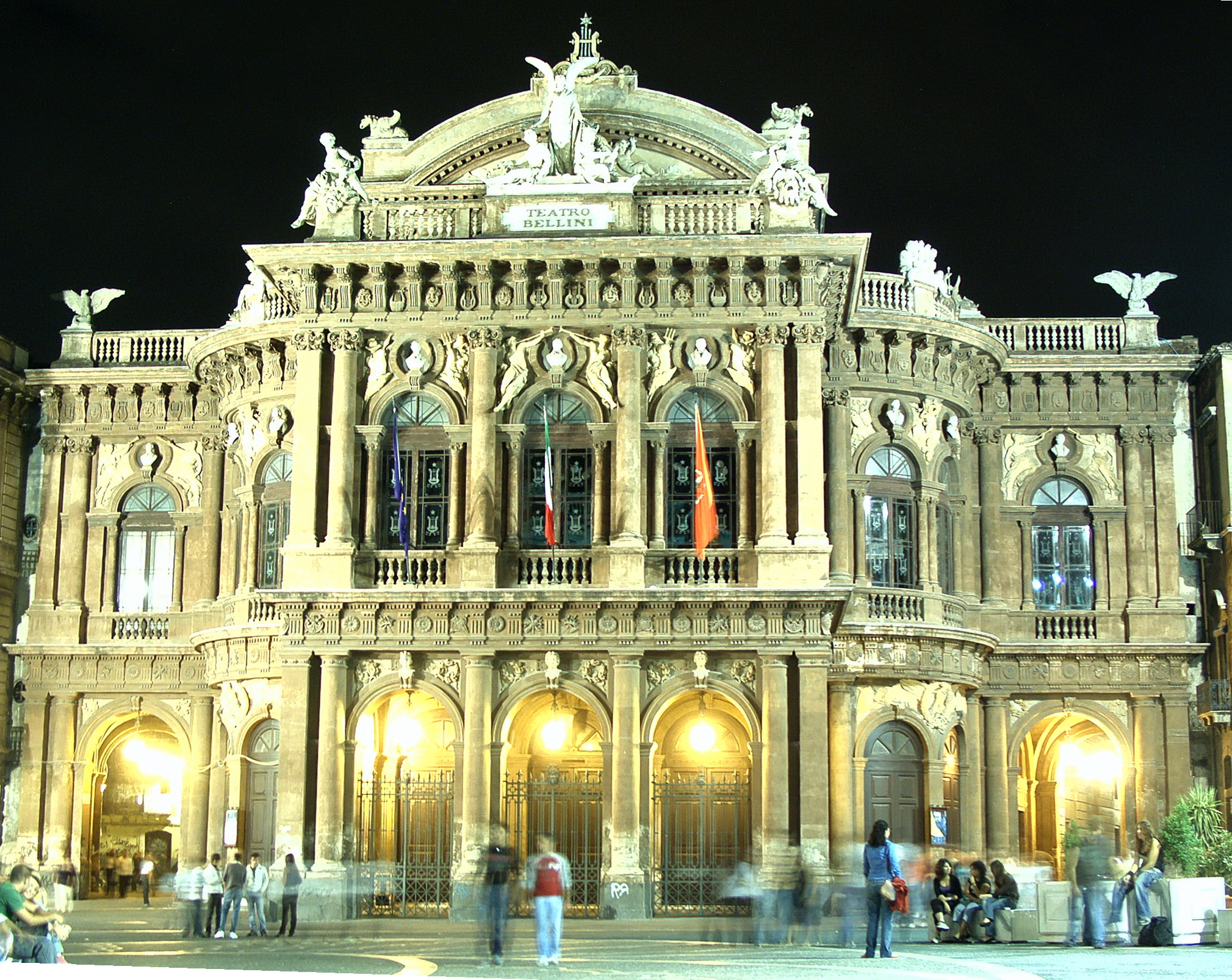
Facciata del teatro massimo Vincenzo Bellini, in vista notturna.
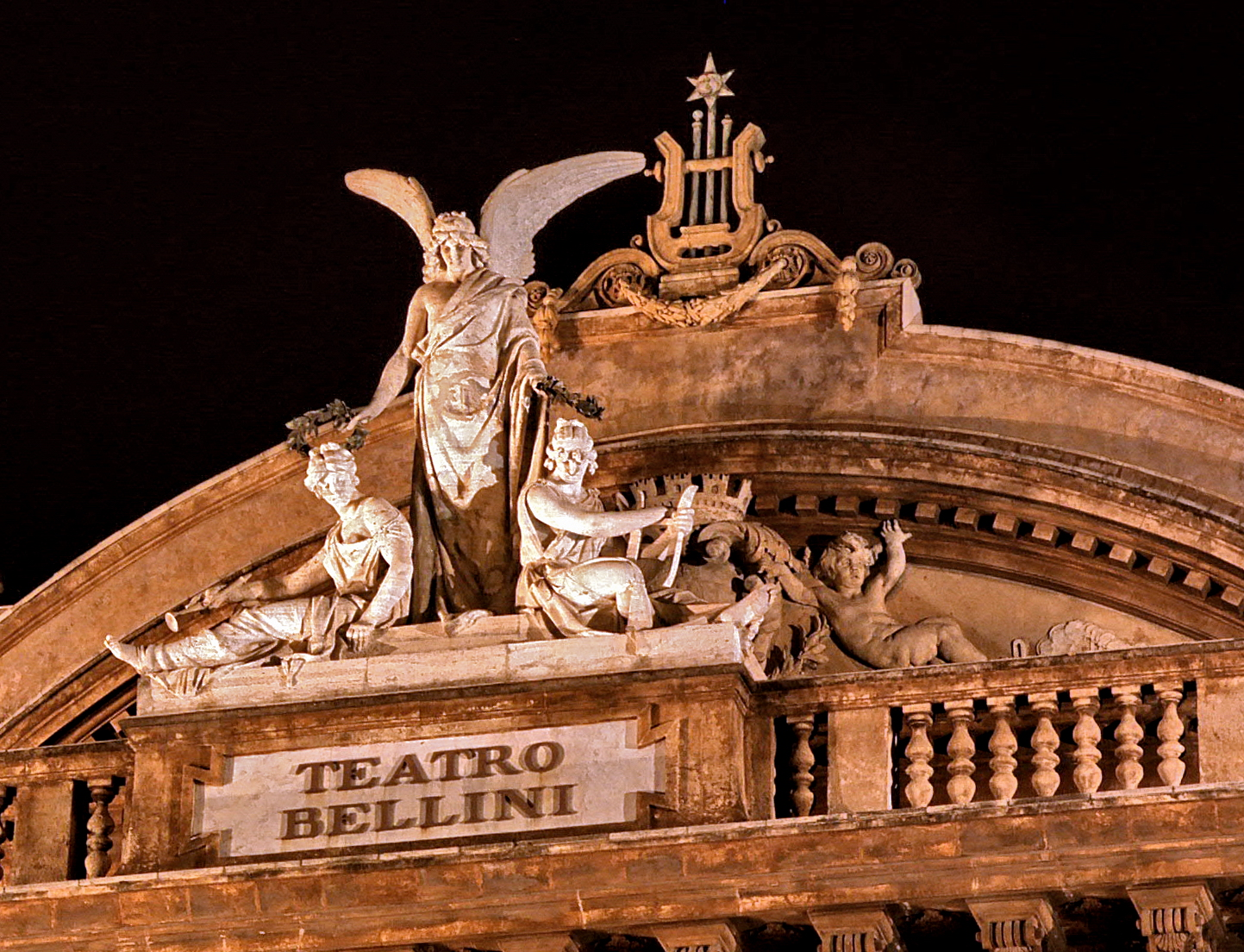
Particolare sulla parte superiore della facciata del teatro.
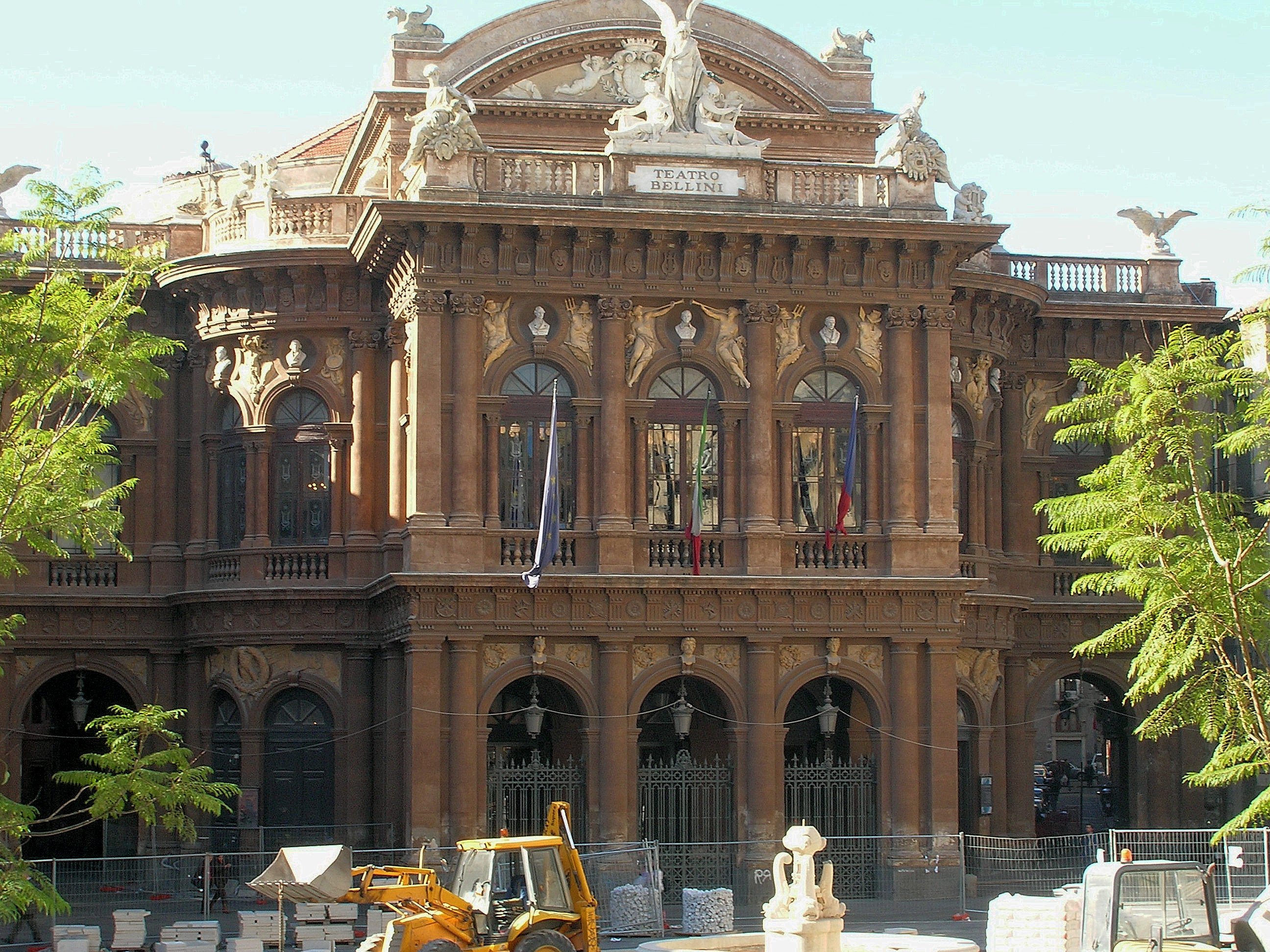
Durante i lavori di riqualificazione ad uso esclusivamente pedonale dell'area.
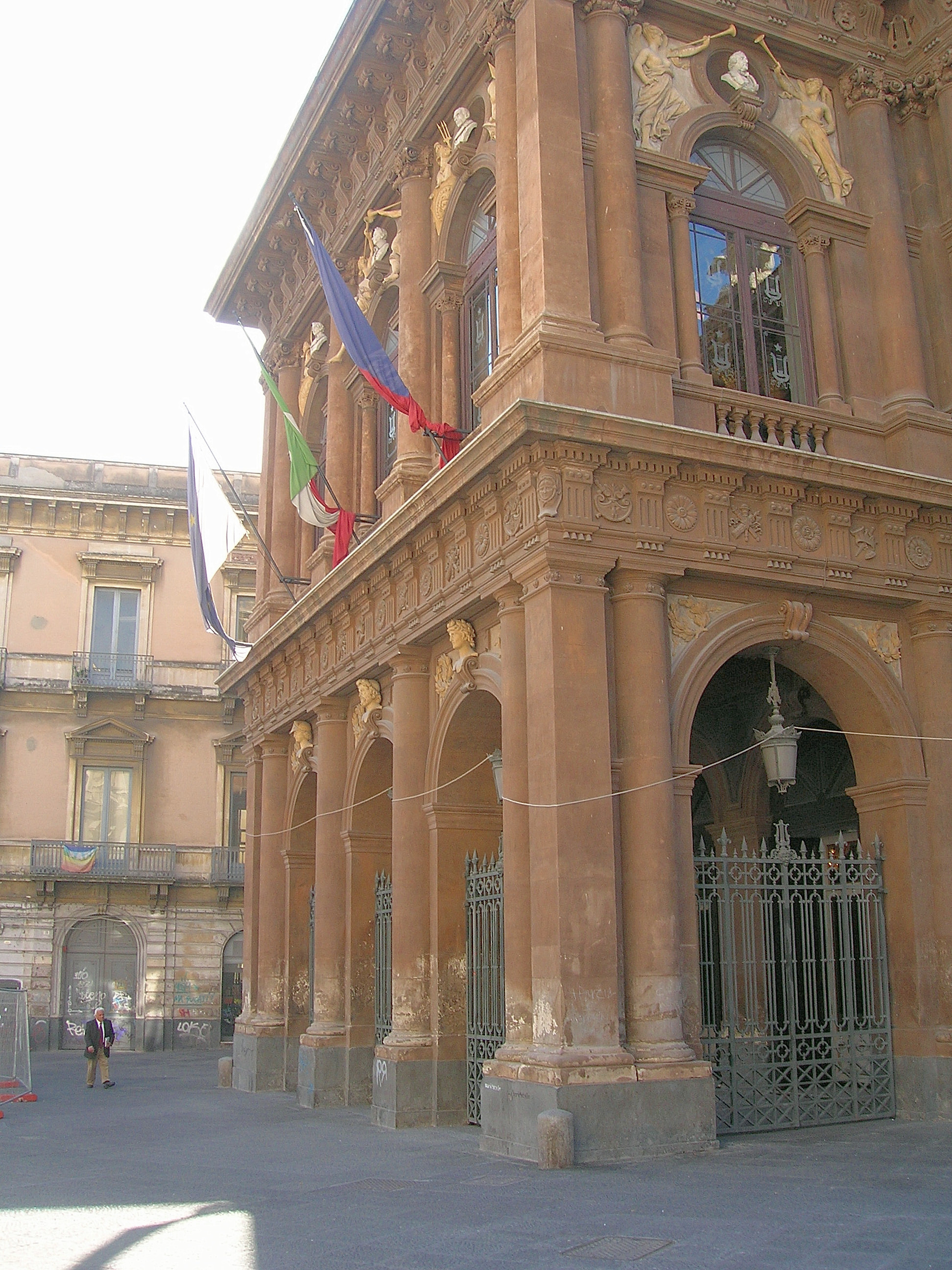
Lato della facciata d'ingresso principale.
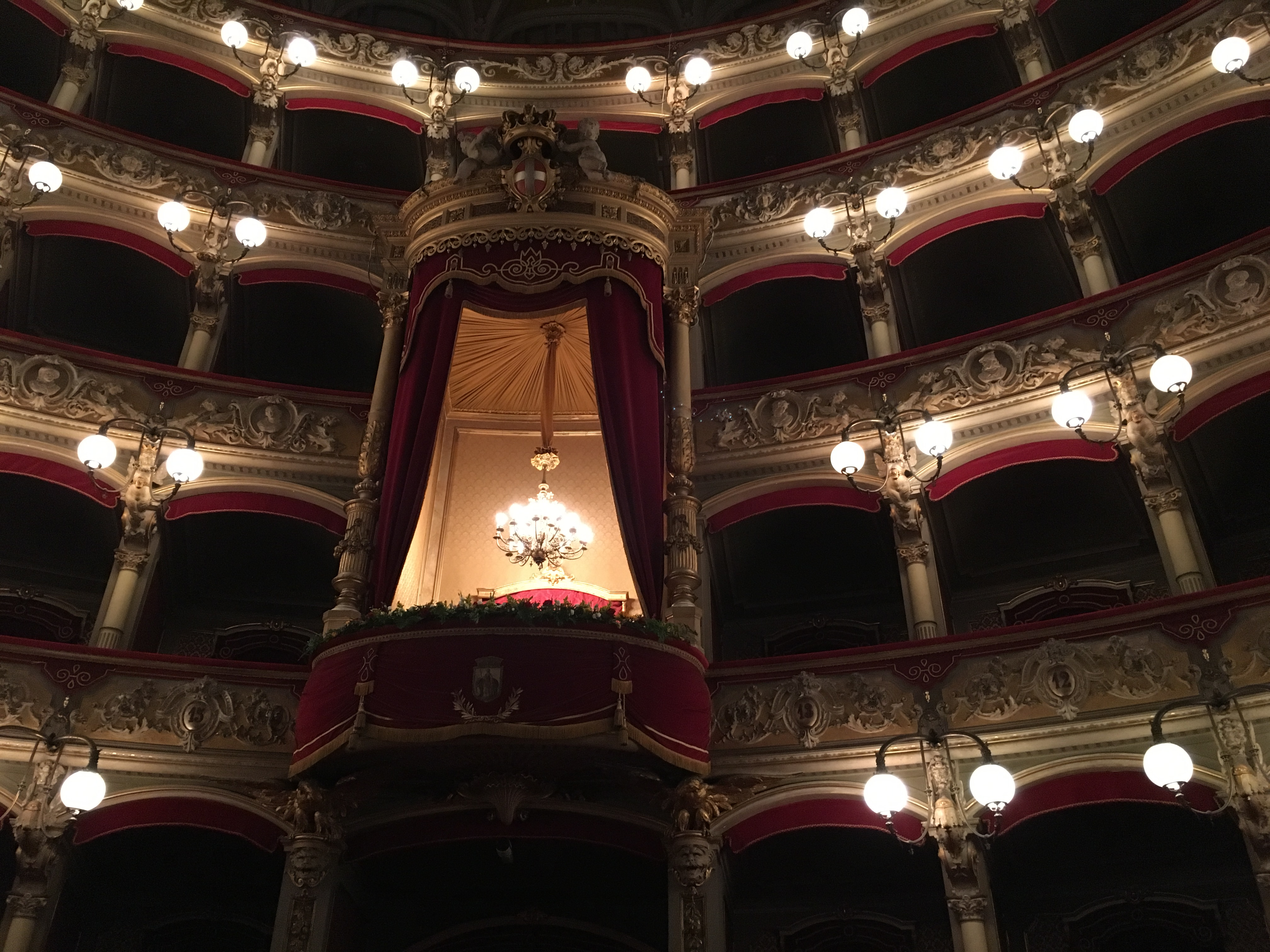
Il palco reale.

## Dirigenza attuale
Sovrintendente
- Giovanni Cultrera di Montesano[5][6]

Direttore Artistico
- Fabrizio Maria Carminati[7]

Direttore Principale Ospite
- Eckehard Stier[8] (dal 2023)

Consiglio di Amministrazione
- Enrico Trantino (Sindaco di Catania) - Presidente
- Daniela Lo Cascio (Membro)
- Antonio d'Amico (Membro)